# Max Otto Koischwitz
Max Oscar Otto Koischwitz (19 de febrer de 1902 - 31 d'agost de 1944) va ser un alemany-americà que va dirigir i difondre propaganda nazi contra els Estats Units durant la Segona Guerra Mundial.

## Vida primerenca
Koischwitz era fill d'un metge destacat, nascut en una família amb antecedents de servei militar a Prússia i Alemanya. El 1920, va completar els seus estudis secundaris a una de les institucions gimnàstiques més famoses de Berlín, el Collège Royal Français, i es va graduar a la Universitat de Berlín el 1924. Aquell any va emigrar als Estats Units.
Després va ensenyar alemany a la Universitat de Colúmbia i es va convertir en professor de literatura alemanya al Hunter College de Nova York. Inicialment, va tenir una visió antinazi dels desenvolupaments a Alemanya, però a mesura que avançaven la dècada de 1930, va donar suport obertament a Hitler i al nazisme.
No obstant això, Koischwitz va prendre la ciutadania nord-americana a Long Island City el 29 de març de 1935.
A la tardor de 1939, el Hunter College va exigir a Koischwitz que prengués una excedència després d'haver posat material antisemita a les seves conferències. Immediatament, va fer plans per tornar a Alemanya i va renunciar al seu càrrec el gener de 1940.

## Propaganda per l'Alemanya nazi
A la primavera de 1940, Koischwitz exercia com a director de programes a la divisió dels Estats Units de la Reichs-Rundfunk-Gesellschaft, l'emissora estatal alemanya. Des d’allà, transmetia programes dirigits al públic nord-americà utilitzant els pseudònims de ‘Mister OK’ i ‘Doctor Anders’. La seva propaganda es va dirigir als estudiants universitaris i als oients germanoamericans que podien ser susceptibles al nazisme. Va parlar de literatura, música, drama, filosofia i geopolítica, i les seves emissions eren de to antisemita, antibritànic, anti-Roosevelt, sinòfob i anticomunista.
A Berlín, Koischwitz va començar una relació amb un altre nord-americà que treballava per a la ràdio estatal alemanya, Mildred Gillars, que seria àmpliament coneguda com "Axis Sally". Koischwitz i Gillars es van convertir en amants i en poc temps Koischwitz la va treballar en les seves emissions polítiques. Junts van formar un poderós duo de propaganda. Van començar una sèrie conjunta, Home Sweet Home Hour, dirigida a les forces aliades al nord d'Àfrica.
Koischwitz també va editar una revista per a presoners de guerra nord-americans, The Overseas Kid, i el setembre de 1943 va ser nomenat cap de la Zona dels EUA. A partir d'octubre de 1943, ell i Gillars van fer una gira pels camps de presoners de guerra a Alemanya, entrevistant nord-americans capturats i gravant els seus missatges per a les seves famílies als EUA. Les entrevistes van ser manipulades per emetre-les de manera que donessin la impressió que els entrevistats rebien un bon tracte o mostraven simpatia per la causa nazi. A partir del Dia D, el 6 de juny de 1944, també s’hi incloïen informacions sobre soldats nord-americans ferits o fets presoners a França. Koischwitz i Gillars van treballar durant un temps des de Chartres i París amb aquesta finalitat, visitant hospitals i entrevistant presoners de guerra.
Koischwitz també va escriure i produir esbossos de propaganda i obres de teatre amb Gillars al capdavant, la més notòria de les quals va ser la Vision Of Invasion emesa l'11 de maig de 1944, unes setmanes abans de la invasió del dia D de Normandia, França.
Koischwitz va emetre durant gairebé tota la guerra, cap al seu final apel·lant als Estats Units a unir-se a Alemanya per lluitar contra l'⁣Exèrcit Roig que s'acostava.

## Càrregues de traïció
El 26 de juliol de 1943, Koischwitz, juntament amb Fred W. Kaltenbach, Jane Anderson, Edward Delaney, Constance Drexel, Robert Henry Best, Douglas Chandler i Ezra Pound, van ser acusats en absència per un gran jurat del Districte de Columbia per acusacions de traïció.

## Mort
Koischwitz no va ser jutjat perquè va morir de tuberculosi i insuficiència cardíaca a l'Hospital Spandau de Berlín el 31 d'agost de 1944. Els càrrecs de traïció contra ell van ser retirats formalment pel Departament de Justícia per manca de proves el 27 d'octubre de 1947.